# Хольстебро
Хольстебро́ (дат. Holstebro) — город в коммуне Хольстебро области Центральная Ютландия (Дания), административный центр коммуны Хольстебро. Население — 34 024 человек (2010).

## Этимология
Существует несколько предположений происхождения названия города. Вероятнее всего, оно происходит от holdested ved broen (букв. «место отдыха у моста»). Также есть предположение, что первая часть в названии города происходит от слова «hult» (пустота).

## История
За свой период существования город носил несколько имён: Holstatbro (1274), Holstathbroo (1340), Holstebroff (1418), Holstebrow (1638) и Хольстебро (с 1844).
Возник как форт на реке Storaen. Позднее через неё был проложен мост. Древнейшие следы города восходят к 12 веку. В результате раскопок в центре города были найдены осколки средневековых горшков и кувшинов, которые относятся к 1100 году. В письменных источниках впервые упоминается в 1274 году как Holstatbro, в письме епископа города Ribe. В результате крупного пожара в 1552 году были уничтожены многие здания старого города.

## Архитектура
Главная церковь Хольстебро датируется 1907 годом. Она была построена на месте средневековой церкви, которая была разрушена в 1906 году. Многие архитектурные приемы и убранство старой церкви были использованы при строительстве новой.

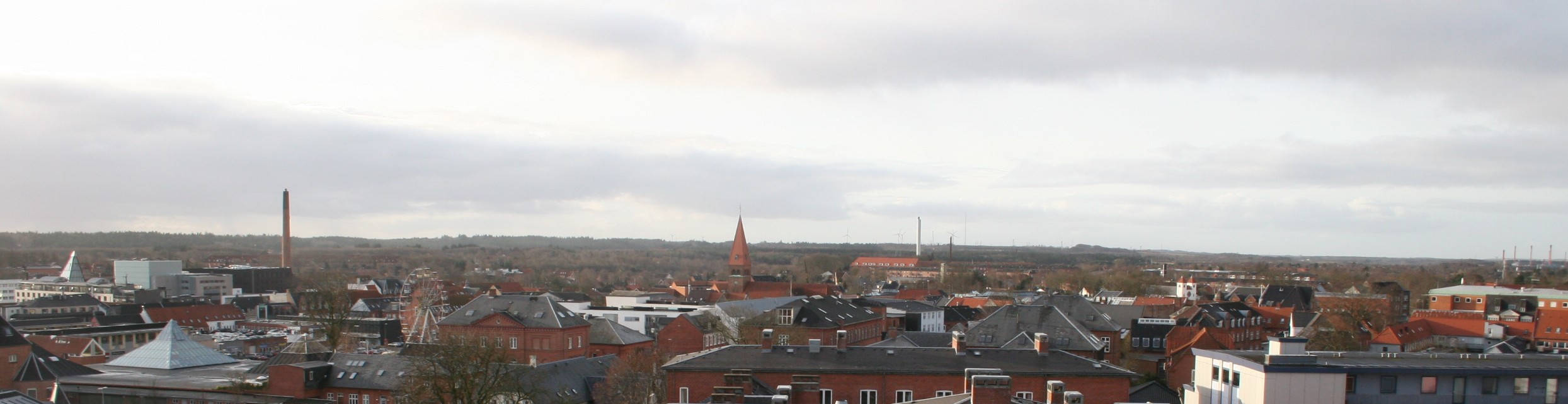
Панорама города

## Города-побратимы
- Альтеа, Испания
- Бад-Кёцтинг, Германия
- Бандоран, Ирландия
- Белладжо, Италия
- Гранвиль, Франция
- Зволен, Словакия
- Карккила, Финляндия
- Кёсег, Венгрия
- Марсаскала, Мальта
- Мерссен, Нидерланды
- Нидеранвен, Люксембург
- Превеза, Греция
- Пренай, Литва
- Сезимбра, Португалия
- Сигулда, Латвия
- Сушице, Чехия
- Тюри, Эстония
- Укселёсунд, Швеция
- Уффализ, Бельгия
- Хойна, Польша
- Шерборн, Великобритания
- Юденбург, Австрия